# Villiersicometes bijubatus
Villiersicometes bijubatus là một loài bọ cánh cứng trong họ Cerambycidae.